# Graben (Gemeinde Schwarzau)
Graben liegt südöstlich von Schwarzau im Gebirge am Eingang der Schwarza in das Höllental.

## Geografie
Den Ort Graben bilden auch zahlreiche Häuser im Nassbachtal und ebenso Häuser in Nebentälern bis an die Grenze zur Steiermark, womit auch die Ortslagen Heufuß, Hinternaßwald, Höllental, Karlalm, Lenzbauer, Naßwald, Oberhof, Rax-Plateau, Reithof, Singerin, Wasseralm sowie mehrere Einzellagen umfasst werden.
Aufgrund des Umfanges wird daher für diesen Ortsteil im Wirtshaus „Zum Raxkönig“ in Naßwald ein eigenes Wahllokal eingerichtet. Am 1. April 2020 umfasste die Ortschaft 145 Adressen.

## Geschichte
Laut Adressbuch von Österreich waren im Jahr 1938 in Graben eine Mühle, drei Sägewerke und einige Landwirte ansässig.